# قصر العيشان
قصر العيشان أو قصر الشيخ إبراهيم العيشان الحمداني السرحاني قصر أثري يقع في منطقة الجوف شمال المملكة العربية السعودية ويتجاوز عمره القرن.

## الوصف
القصر ومحيطه هي منطقة واسعة في وسط مدينة سكاكا، تضم قصراً ومسجداً وساحة، بحالة عمرانية جيدة، شُيدت منذ أكثر من 100 سنة من الطين والحجارة والأثل، في واحة تضم أشجار النخيل والأثل، ولقصر العيشان برجان في الزاوية الجنوبية الشرقية وفي الزاوية الشمالية الغربية، وله مدخلان ببوابات خشبية وبه بئران، ويوجد بجواره من الجهة الجنوبية مسجد قديم من الحجارة والطين في حالة جيدة ومسقوف بجذوع النخل والسعف. تتميز هذه المنطقة بموقعها المتميز في وسط المدينة ومساحتها وإمكانية استغلالها في تنفيذ العديد من الأنشطة السياحية التراثية الخاصة بالمنطقة.

## وصلات خارجية
- صورة قصر العيشان